# Němčí (Malečov)
Němčí (německy Nemschen) je malá vesnice, část obce Malečov v okrese Ústí nad Labem v Ústeckém kraji. Nachází se asi 1,5 kilometru jižně od Malečova a sedm kilometrů jihovýchodně od Ústí nad Labem. Vesnice je rozložena v nadmořské výšce 602–606 metrů a jde o nejvýše položenou ves v Českém středohoří. Je situována na západní straně sedla mezi návršími Trpasličí kámen (671 metrů) a Kamenný vrch (656 metrů). Pramení v ní a odtud směrem na západ k Labi Průčelskou roklí spadá Průčelský potok. Němčí leží v katastrálním území Němčí u Malečova o rozloze 2,93 km².

## Historie
Nejstarší písemná zmínka pochází z roku 1499. Vesnice byla založena Slovany v průběhu 12.–13. století, avšak pro nepříliš vhodnou poloze byla časem opuštěna. Ve 14. století byla osídlena Němci, a právě po někdejších německých osadnících je pojmenována. Na konci 15. století náležela panství Libochovany a od roku 1569 panství Lovosice. Posledním feudálním majitelem byl kníže Jan Adolf Schwarzenberg.
V roce 1923 bylo na návsi zřízeno větrné čerpadlo na získávání vody ze studny. V roce 1980 bylo, jako kulturní památka, přeneseno k nádraží v Zubrnicích.

## Přírodní poměry
Němčí, které se rozkládá v nadmořských výškách od 606 do 620 metrů, je nejvýše položená vesnice Českého středohoří. Vesnici se říkalo Středohorská Sibiř, a to díky dlouhým zimám, které zde mohou vydržet až do konce března. Teplotní rozdíl mezi Němčím a údolím řeky Labe (140 m) činí 5–7 °C. Nad obcí je vrch Kukla (674 m) s převaděčem mobilních operátorů. V mapě z roku 1992 je zmínka o připravovaném chráněném nalezišti na louce podhorského charakteru s pestrou květenou (např. kakost lesní) severně nad vsí.

## Obyvatelstvo
Při sčítání lidu v roce 1921 zde žilo sedmdesát obyvatel (z toho 37 mužů), z nichž byl jeden Čechoslovák a 69 Němců. Všichni se hlásili k římskokatolické církvi. Podle sčítání lidu z roku 1930 měla vesnice 78 obyvatel německé národnosti a římskokatolického vyznání.
| | 1869 | 1880 | 1890 | 1900 | 1910 | 1921 | 1930 | 1950 | 1961 | 1970 | 1980 | 1991 | 2001 | 2011 | 2021 |
| -------------------------------------------------------------------------------------------------- | ---- | ---- | ---- | ---- | ---- | ---- | ---- | ---- | ---- | ---- | ---- | ---- | ---- | ---- | ---- |
| Obyvatelé                                                                                          | 100  | 73   | 98   | 77   | 69   | 70   | 78   | -    | 7    | 6    | —    | —    | 8    | 14   | 22   |
| Domy                                                                                               | 18   | 21   | 21   | 18   | 17   | 13   | 19   | 20   | —    | 3    | —    | —    | 6    | 6    | 9    |
| Počet domů z roku 1961 a údaje z let 1980 a 1991 jsou zahrnuty v celkovém počtu domů obce Malečov. |      |      |      |      |      |      |      |      |      |      |      |      |      |      |      |

## Obecní správa
Při sčítání lidu v letech 1850–1879 Němčí bylo osadou obce Brná v okrese Ústí nad Labem. V letech 1880–1944 bylo samostatnou obcí v okrese Ústí nad Labem. V letech 1945–1980 bylo částí obce Malečov, se kterým patřilo nejprve do okresu Ústí nad Labem-okolí, ale od roku 1960 opět v okrese Ústí nad Labem. Od 1. července 1980 do 31. prosince 1998 byla vesnice úředně zrušena a jako část  obce Malečov byla obnovena 1. ledna 1999.

## Doprava
Hlavní silnice do Němčí většinou kopcovitá byla v letech 2012–2013 nově vyasfaltována.

## Pamětihodnosti
Při cestě do Čeřeniště se nachází výklenková kaplička z 19. století, která byla v roce 1995 opravena. Do roku 1970, kdy byla zbořena, stávala v Němčí barokní kaple Navštívení Panny Marie.